# Wilhelm Felsche

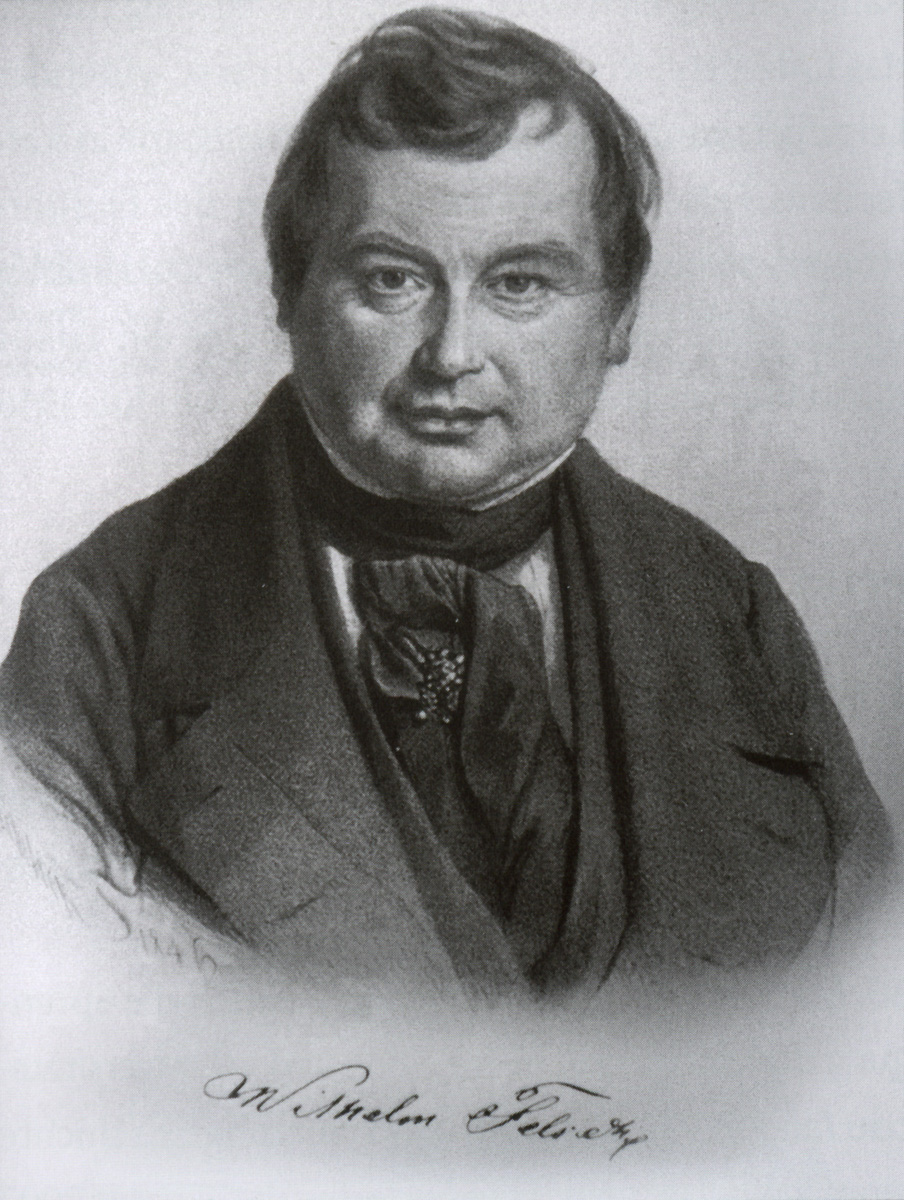
Wilhelm Felsche

Wilhelm Felsche (* 15. Juni 1798 in Leipzig; † 11. Dezember 1867 ebenda) war ein deutscher Konditor, Schokoladenfabrikant und Kaffeehausgründer in Leipzig.

## Leben
Felsches Vater war Konditor und Lebküchlermeister in Leipzig. Nach dem Besuch der Thomasschule lernte auch er Konditor. Danach arbeitete er in Hamburg und Paris. Nachdem er nach Leipzig zurückgekehrt war, eröffnete er 1821 in einem Gewölbe der Kolonnaden am Fürstenhaus in der Grimmaischen Straße eine „Conditorey-Waren-Handlung“,
in der er als einer der Ersten in Deutschland mit der Produktion von Schokolade begann. 1835 erbaute Felsche das später traditionsreiche Café français am Augustusplatz, in dem er den Luxus der Kaffeehäuser, den er in Paris kennengelernt hatte, auch den Leipzigern bieten wollte.
1841 verlagerte Felsche die Produktion der stark nachgefragten Schokolade nach dem damals noch außerhalb Leipzig liegenden Reudnitz, und 1845 erwarb er zum gleichen Zweck das Grundstück neben dem Café français. 
Wilhelm Felsche betrieb auch noch andere unternehmerische Aktivitäten, wie zum Beispiel den Handel mit Roheis. Felsche war auch Stadtrat in Leipzig. Hier trat er mit einem sozialen Engagement hervor und initiierte die Gründung der Städtischen Speiseanstalt für die notleidende Bevölkerung. Seiner humanistischen Gesinnung gemäß wurde er Mitglied der Leipziger Freimaurerloge Minerva zu den drei Palmen.
1862 erhielt er den Titel „Königlicher Hoflieferant“. Sein Wahlspruch lautete „Wer nicht strebt, der nicht lebt!“ Wilhelm Felsches Frau Johanne, geborene Apitzsch (1804–1877), mit der er sieben Töchter hatte, starb zehn Jahre nach ihm.
Er wurde im Erbbegräbnis der Familie Felsche in der IV. Abteilung des Neuen Johannisfriedhofs beerdigt.

## Das Unternehmen Felsche
1856 war Felsches Schwiegersohn Adolph Schütte-Felsche (1832–1908) in die Firma eingestiegen, die er zusammen mit seiner Frau Johanna nach Felsches Tod 1867 erbte. 
Wesentlich umfangreicher und schneller wachsend als das Kaffeehausgeschäft war die Schokoladenproduktion, für welche in der Menckestraße in Gohlis sechs Grundstücke erworben worden waren. Ab 1873 wurde die Schokoladenproduktion hierher verlagert. Das Fabrikgelände wurde immer weiter ausgebaut. 1897 entstand entlang der Menckestraße ein 26-achsiges dreigeschossiges, repräsentatives Verwaltungs- und Verkaufsgebäude. Nach weiteren Produktionsbauten folgte schließlich als Krönung der in Etappen bis 1921 verwirklichte, nach dem Poetenweg gerichtete, abgewinkelte, vierstöckige Bau mit insgesamt siebenunddreißig Fensterachsen und einem zweigeschossigen Mansarddach.

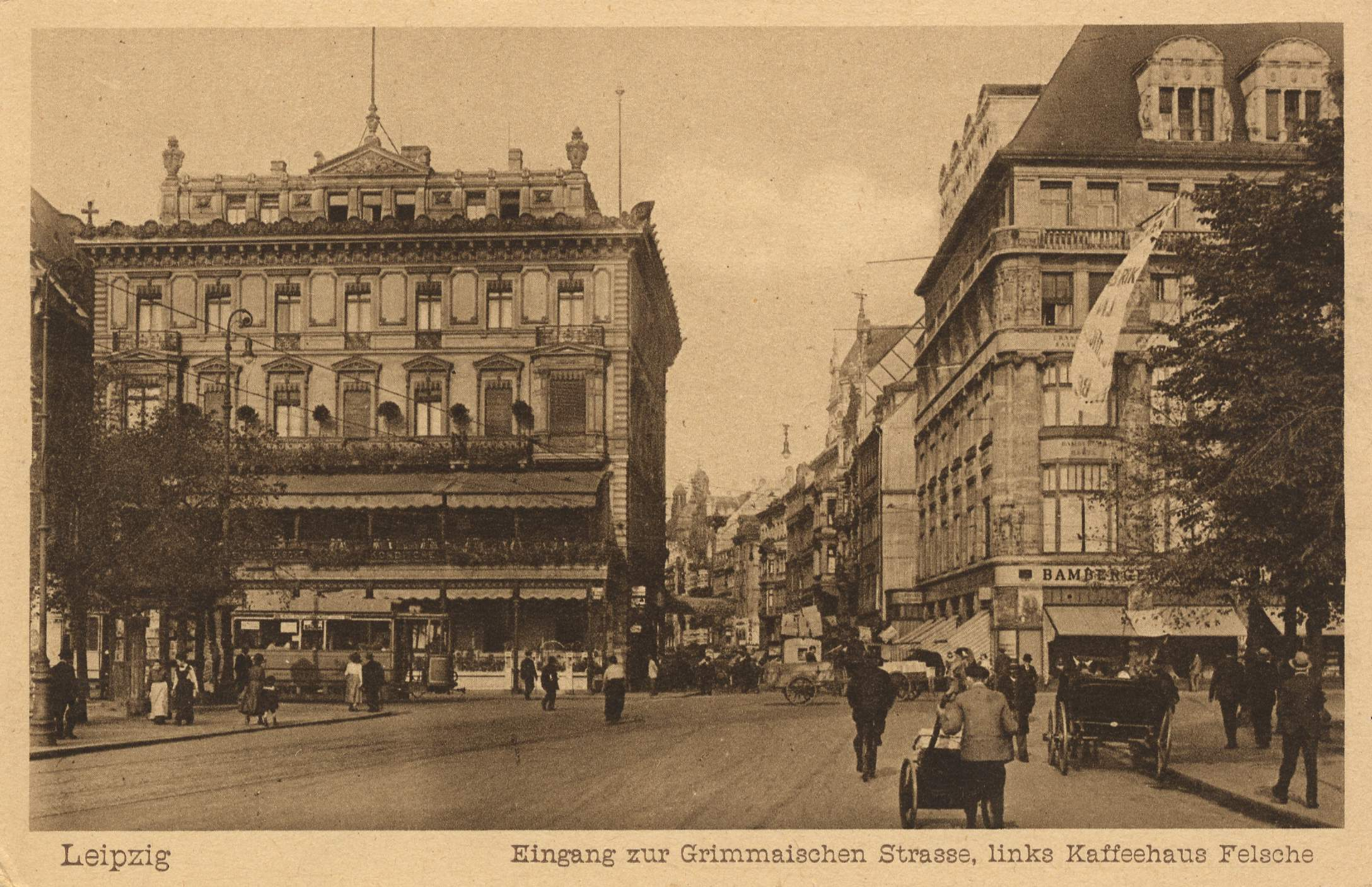
Ansichtskarte Eingang zur Grimmaischen Straße, links Kaffeehaus Felsche;
Druck und Verlag: Fischer & Wittig, um 1905

Felsche in Gohlis gehörte mit Richter in Schleußig und Riquet in Markkleeberg zu den drei großen Leipziger Schokoladenfabrikanten. Im Jahre 1921, also zum 100. Jubiläum der Gründung zählte die Belegschaft um die 600 Mitarbeiter.
Das Café Felsche, in welches das Café français im Ersten Weltkrieg umbenannt worden war, wurde im Zweiten Weltkrieg zerstört, und auch das Gohliser Werk erlitt Kriegsschäden. Nach dem Krieg wurde der Betrieb enteignet und firmierte zunächst noch als VEB Felsche, dann hieß er VEB Goldeck. Mitte der 1970er Jahre war es mit der Schokolade vorbei, und in das Gelände zog die Forschungsabteilung des VEB Kombinat ORSTA-Hydraulik mit der Nutzung als Büro- und Laborräume ein.

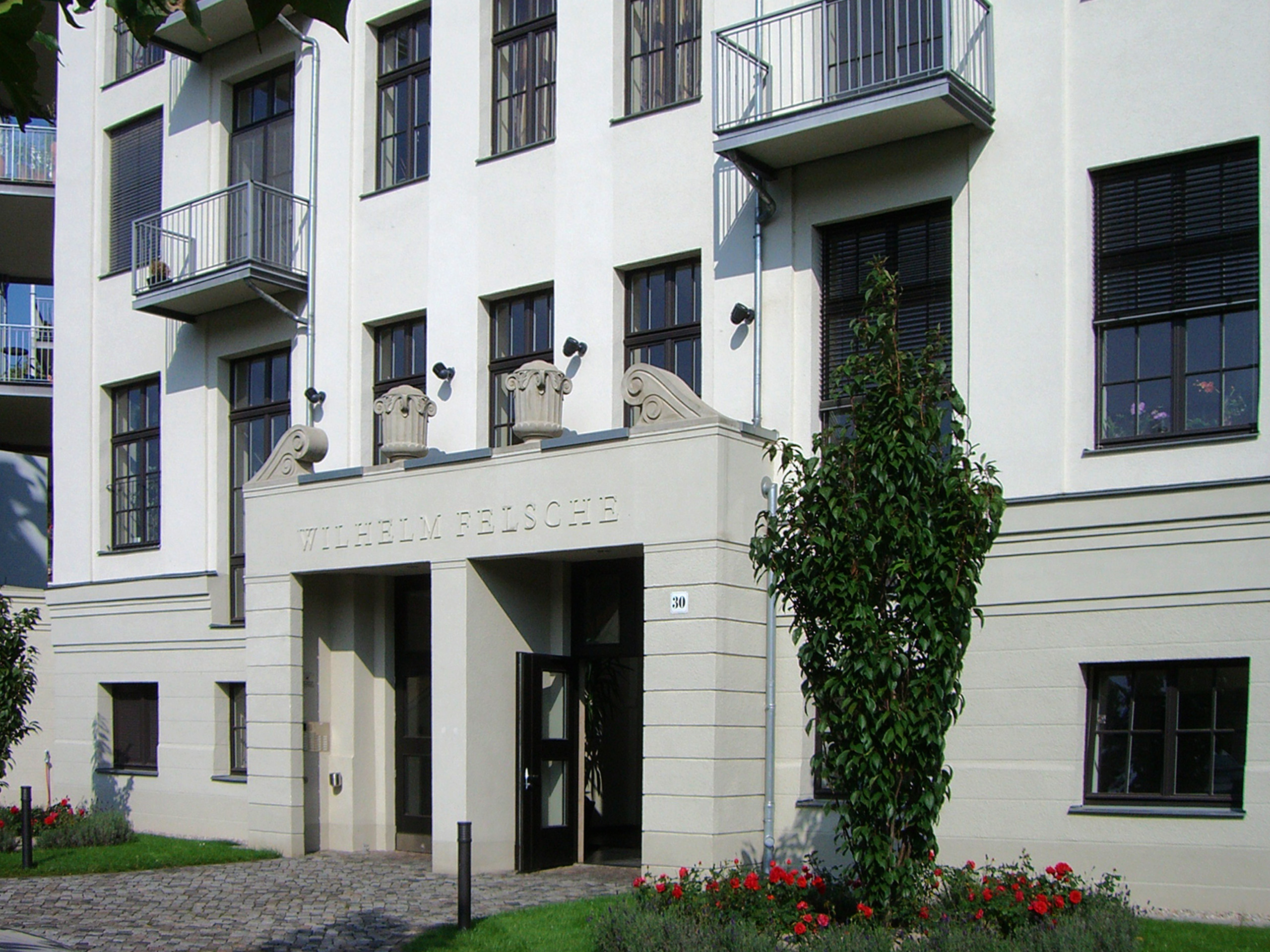
Am „Schokoladenpalais“ (2010)
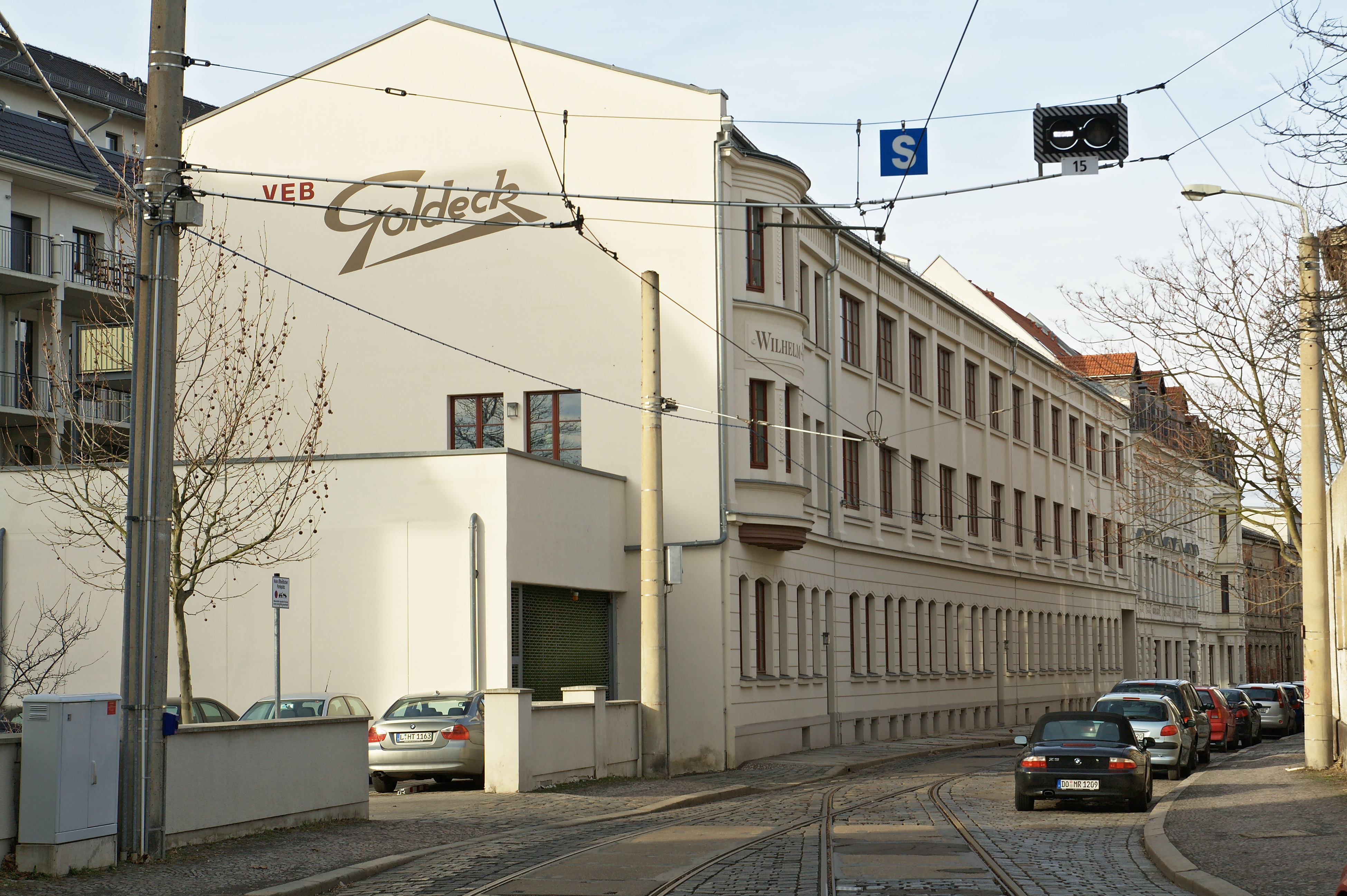
„Schokoladenkontor“ Menckestraße (2011)

Nach teilweisem Leerstand in den 1990er-Jahren erwarb 2003 ein privater Investor den Komplex und baute in die beiden oben erwähnten Gebäude hochwertige Wohnungen und Lofts ein. Das Winkelgebäude zum Poetenweg mit dem Schriftzug „Wilhelm Felsche“ über dem Eingang heißt nun, auf seine Vergangenheit Bezug nehmend,  „Schokoladenpalais“ und das an der Menckestraße „Schokoladenkontor“.